# Württemberger Weinstraße

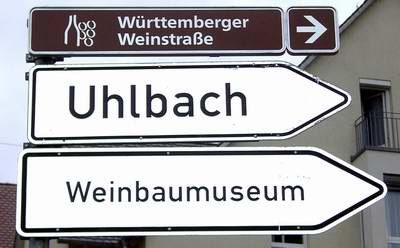

De Württemberger Weinstraße is een toeristische autoroute in Duitsland. De bewegwijzerde route loopt door wijnstreek Württemberg, van Niederstetten-Oberstetten tot Metzingen. De route is de opvolger van de vroegere Schwäbische Weinstraße.